# Maximilian von Laffert
Maximilian August Hermann Julius von Laffert, né le 10 mai 1855 et décédé le 20 juillet 1917, est un officier de cavalerie saxon. Il participe à la Première Guerre mondiale à la tête du 19e corps d'armée (de). Il sert sur le front de l'Ouest. Après la bataille de la Marne, son corps d'armée est transféré dans le nord ou il prend part à la capture de Lille. Il reste sur cette partie du front, jusqu'à son rapatriement pour raison médicale. Il meurt victime d'une attaque cardiaque.

## Biographie

### Premières années
Maximilian von Laffert est né le 10 mai 1855 à Lindau. Il est le fils de Charles von Laffert (de), un directeur des impôts et de Claire von Laffert, née von der Wense (de). Il termine ses études secondaires à Celle et intègre le Corps des cadets à Dresde en 1871. Le 1er avril 1874, il devient sous-lieutenant au 102e régiment d'infanterie (de) cantonné à Zittau.
Le 1er juillet 1876, Laffert intègre le 18e régiment de hussards à Grossenhain, devenant Sekonde-Lieutenant. Le 1er novembre 1878, il est nommé capitaine-adjudant et le 28 avril 1879 il est promu au grade de premier lieutenant. Du 1er octobre 1883 au 30 avril 1885, Laffert suit des cours à l'Académie militaire de Berlin. Il réintègre son régiment le 20 mai 1885 avec le grade de Rittmeister et le commandement d'un escadron. Laffert conserve ce poste jusqu'à sa promotion comme adjudant et son transfert à l'état-major de la 23e division d'infanterie (1re division royale saxonne) à Dresde le 17 juillet 1889.
Le 24 juillet 1893, Maximilian von Laffert est promu major. Il est muté le 24 janvier 1894 à l'état-major du 18e régiment de hussards. Le 18 novembre 1898, il est promu lieutenant-colonel. Le 13 septembre 1899, il prend le commandement du régiment de carabiniers royal saxon (de) à Borna. Promu au grade de colonel le 23 mars 1901, Laffert prend la tête du régiment de cavaliers lourds de la Garde (de) à Dresde. Le 23 avril 1904, il commande la 32e brigade de cavalerie (3e brigade de cavalerie saxonne) à Dresde. Le 28 octobre 1904, il est nommé Generalmajor. Laffert commande la 23e brigade de cavalerie (1re brigade de cavalerie saxonne) le 21 septembre 1907, encore à Dresde. Au même moment, à partir du 1er octobre 1907, il est inspecteur des troupes montées saxonnes (Inspektion der Sächsischen Militär-Reitanstalt). Le 22 mai 1908, il est nommé lieutenant-général. Brièvement placé en disponibilité du 6 juillet au 22 octobre 1908, il prend le commandement de la 40e division d'infanterie (4e division d'infanterie saxonne) cantonnée à Chemnitz. Le 28 novembre 1912, Laffert est nommé général commandant du 19e corps d'armée (de) localisé à Leipzig. Il est promu le 22 mai 1913 au grade de General der Kavallerie.

### Première Guerre mondiale
Au déclenchement de la Première Guerre mondiale, Maximilian von Laffert est toujours à la tête du 19e corps d'armée. Il est aux ordres de Max von Hausen le commandant de la 3e armée allemande. Laffert participe à la bataille des Frontières et poursuit les armées françaises en retraite. Lors de la première bataille de la Marne, le 19e corps d'armée soutien l'attaque de la 4e armée allemande autour de Vitry-le-François. Il est dans l'obligation de se replier afin d'éviter de se faire déborder par le mouvement offensif de l'aile gauche de la 4e armée française.
Laffert se replie sur l'Aisne et bloque la progression des Français. Par la suite son corps d'armée est envoyé dans le Nord lors de la course à la mer. Il parvient à prendre et conserver Lille. Son corps d'armée est impliqué dans les combats le long de la Lys. Laffert fait une attaque cardiaque le 2 juillet 1917, il est rapatrié en Allemagne et meurt le 20 juillet à Francfort-sur-le-Main. Il est enterré à Dresde.

## Honneurs et distinctions
- Commandant 1re classe de l'Ordre du Mérite civil de Saxe.
- Commandant 1re classe de l'Ordre d'Albert.
- Médaille militaire de service de Saxe.
- Ordre du Mérite militaire de Bavière, 2e classe avec épée.
- Commandant 1re de l'Ordre d'Henri le Lion.
- Ordre de l'Aigle rouge, 4e classe.
- Ordre de la Couronne de Prusse, 4e classe.
- Commandant de l'Ordre du Faucon blanc.
- Commandant 2e classe de l'Ordre de la Maison ernestine de Saxe.
- Croix de 1re classe de l'Ordre de Frédéric.
- Croix de fer (1914), 2e et 1re classe.
- Pour le Mérite le 1er septembre 1916.
- Ordre militaire de Saint-Henri le 9 septembre 1914.
- Commandant 2e classe de l'ordre militaire de Saint-Henry, le 31 juillet 1916.